# Zakintos
Zakintos (grško: starogrško Ζάκυνθος, Zákynthos) je otok v Jonskem morju, ki pripada Grčiji. Površina otoka je 402 km² (dolžina približno 40 km), najvišji vrh Vrachionas je visok 758 m. Glavno in hkrati največje otoško naselje je istoimensko mesto Zakintos z okoli 10.000 prebivalci. Na celotnem otoku pa živi okoli 41.000 prebivalcev. Glavne dejavnosti na otoku so turizem, kmetijstvo (predvsem pridelava oljčnega olja) in domača obrt.
Otok je s celino (Peloponez) povezan z redno trajektno linijo Zakintos - Killini. 5 km od glavnega mesta se nahaja »Mednarodno letališče D. Solomos«, odprto leta 1972. 

## Pomembnejša otočna naselja
- Zakintos
- Katastari
- Tsilivi
- Argasi
- Laganas
- Kalamaki
- Skoulikado
- Kiliomero
- Lithakia
- Tragaki
- Sarakinado

Naselja so medsebojno povezana z asfaltiranimi cestami, med večjimi vozijo tudi lokalni avtobusi.

### Podnebje
Povprečna temperatura zraka v juliju je 31 stopinj, morja pa 24 stopinj. V poletnih mesecih skorajda ni padavin, so pa zato izrazitejše v zimskih mesecih.

## Plaže
Na otoku je več vrst plaž; na severni in vzhodni strani prevladujejo mivkaste, nekaj pa je prodnatih in peščenih. Turistično najbolj prepoznavne so:
- Limnionas
- Porto Roxa
- Vromi
- Zaliv tihotapcev (Navagio)
- Makris Gialos
- Keri
- 9 km dolga plaža med Kalamakijem in Laganasom ...

Na vse plaže je vstop brezplačen, plačljivi so senčniki in ležalniki (določene plaže so zaradi strmega terena dostopne le z morske strani, zato nanje vozijo številna turistična plovila).

## Zgodovina
Otok je bil naseljen vsaj 1500 p.n. št. Na njem so gospodarili Rimljani, Benečani, Angleži, Francozi, od leta 1864 pa formalno pripada Grčiji. Starih stavb in arhitekturnih znamenitosti na otoku praktično ni, saj je področje Jonskega morja avgusta 1953 prizadel katastrofalen potres, ki je samo na Zakintosu porušil 80 odstotkov vseh zgradb.

### Pomembnejši naravno-kulturno-zgodovinski pomniki
- najstarejša otočna oljka v kraju Exo Chora
- Modre jame
- samostan Andreou
- opuščene soline v Alykesu
- trdnjava nad Zakintosom
- otok Matathonisi
- nacionalni park v Laganaški laguni

## Nacionalni park
Nahaja se v Laganaški laguni in je bil odprt leta 1999. Področje lagune namreč že od nekdaj uporabljajo za svoja gnezdišča želve Karete (Caretta caretta). Park je razdeljen na tri področja: 
- področje A je najbolj zavarovano področje in obsega območje od Gerakasa do Kalamakija z otokom Pelouzo. Tu je prepovedana plovba vseh plovil, v nočnem času so prepovedani tudi preleti letal, zato je bližnje mednarodno letališče[[]] odprto le podnevi;
- področje B obsega sredinsko področje lagune z otokom Marathonisi, kjer je dovoljena plovba plovil s posebnim dovoljenjem in plovil brez motorja;
- področje C obsega področje od Laganasa do Kerija, plovba je omogočena s prilagojeno hitrostjo.

V vseh treh področjih je omogočeno dnevno kopanje, ponoči pa v področjih A in B ni dovoljeno zadrževanje na plažah. Čuvaji vsako izmed želvjih gnezd označijo in zavarujejo.